# Lista de bispos portugueses ordenados no século XIV
Esta é uma lista de bispos católicos portugueses ordenados no século XIV.

## Bispos Diocesanos
| Prelado                | Vida | Título          | Carreira                  |
| ---------------------- | ---- | --------------- | ------------------------- |
| D. Afonso das Astúrias |      | Bispo de Lamego | 1302–1307 Bispo de Lamego |
| D. Diogo               |      | Bispo de Lamego | 1309–1310 Bispo de Lamego |
| D. Rodrigo de Oliveira |      | Bispo de Lamego | 1312–1230 Bispo de Lamego |
| D. Salvado Martins     |      | Bispo de Lamego | 1331–1249 Bispo de Lamego |
| D. Durando             |      | Bispo de Lamego | 1350–1262 Bispo de Lamego |
| D. Lourenço            |      | Bispo de Lamego | 1363–1293 Bispo de Lamego |
| D. Gonçalo Gonçalves   |      | Bispo de Lamego | 1393–1419 Bispo de Lamego |